# Muñeca amish

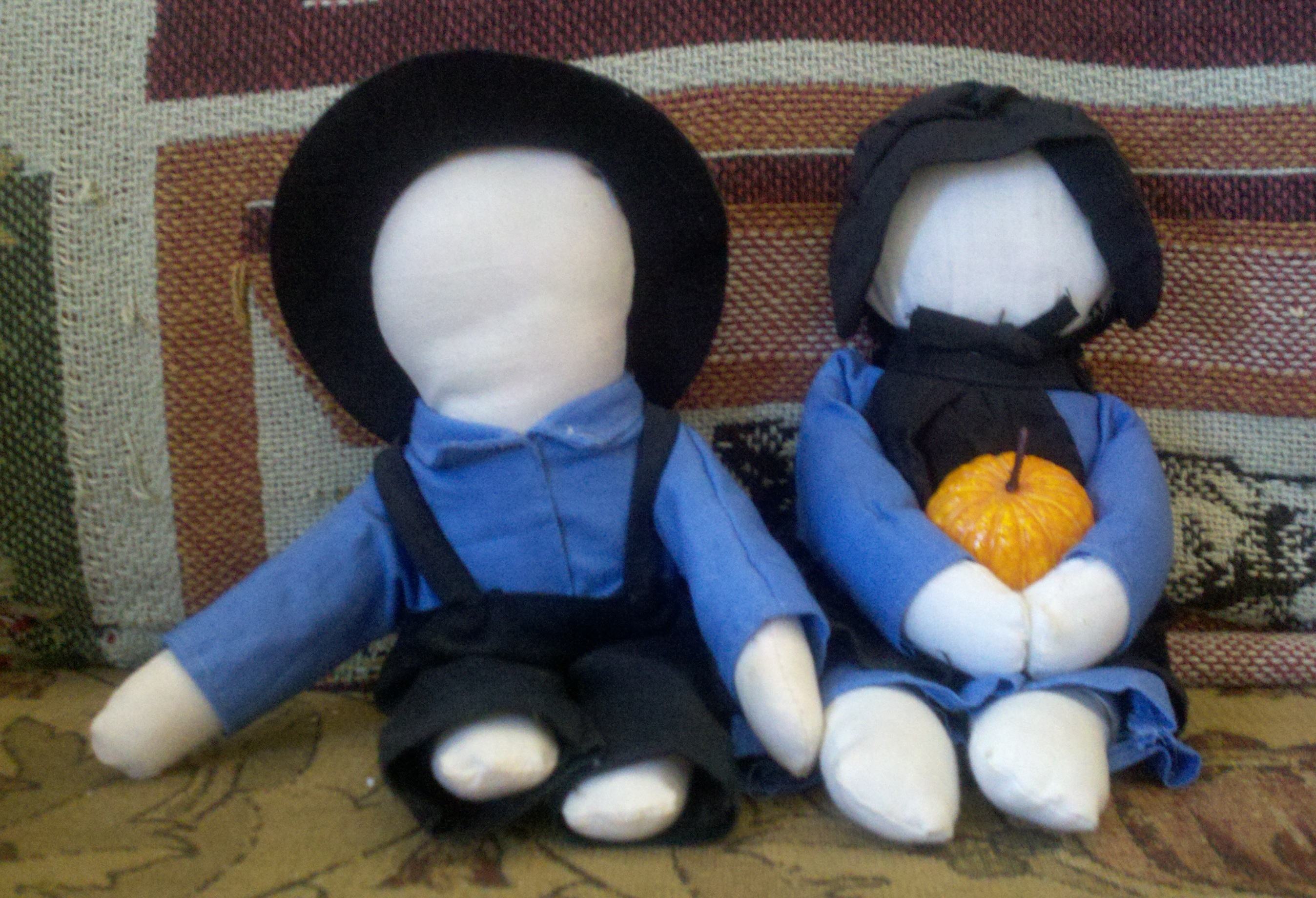
Muñecas amish

Las muñecas amish son un tipo de muñecas de trapo y una forma popular de arte folclórico norteamericano, con origen en las comunidades amish más conservadoras.
Mientras las muñecas en algunas comunidades tienen rostro, las más conocidas no lo tienen y es su característica más llamativa, para enfatizar la creencia de que todos somos iguales ante los ojos de Dios.